# Orleans, Nebraska
Orleans är en ort i Harlan County i delstaten Nebraska, USA.